# Lontra-norte-americana
A lontra-norte-americana ou lontra-canadiana (Lontra canadensis) é uma espécie de carnívoro da família dos mustelídeos, nativa da América do Norte.

## Desrição
A lontra-norte-americana tem 5-14 kg, pernas pequenas, pescoço tão grande como a cabeça e um corpo alongado com largura máxima nas ancas. Tem pelo curto e denso, de cor castanho-clara a preto.

## Subespécies
Há 7 subespécies de lontra-norte-americana:
- L. c. canadensis (Schreber, 1776)
- L. c. kodiacensis (Goldman, 1935)
- L. c. lataxina (Cuvier, 1823)
- L. c. mira (Goldman, 1935)
- L. c. pacifica (Rhoads, 1898)
- L. c. periclyzomae (Elliot, 1905)
- L. c. sonora (Rhoads, 1898)